# Markéta Coufalová
Markéta Coufalová (* 1978, Brno) je česká divadelní a filmová herečka.
Po studiu na gymnáziu vystudovala DAMU v Praze. Ovládá francouzský a německý jazyk.

## Filmografie

### Filmové a televizní role
- 2009 Vyprávěj ( ? )
- 2008 Ošklivka Katka (sekretářka)
- 2008 Proč bychom se netopili (Alena)
- 2007 Paní z Izieu (ošetřovatelka)
- 2006 Horákovi (Klára)
- 2006 Letiště (Klára)
- 2006 Swingtime (?)
- 2005 Boháč a chudák (Žofie)
- 2004 Místo nahoře (Vendulka)
- 2004 Silný kafe (Renata)
- 2003 Šla Nanynka do zelí (Anička Jančaříková)

### Divadelní role
- 2005 Hamlet; Ofélie; režie: Jakub Špalek
- 2004 Růže pro Algernon; slečna Kinianová; režie: Jakub Špalek
- 2004 Lofter (Muž, který se směje); Angelina; režie: Filip Nuckolls
- 2003 Garderobiér; Irena; režie: Jakub Špalek
- 2002 Mrzák Inishmaanský; Helena; režie: Jakub Špalek
- 2002 Krvavá svatba; Nevěsta; režie: Filip Nuckolls
- 2001 Rodinné příběhy; Naděžda; režie: Thomas Zielinski